# Hans Ulrik Gyldenløve
Hans Ulrik Gyldenløve, född den 10 mars 1615, död den 31 januari 1645, var en dansk sjöofficer och länsherre. Han var utomäktenskaplig son till kung Kristian IV av Danmark och dennes älskarinna Kirsten Andersdatter.

## Biografi
Hans Ulrik var ett av de många oäkta danska kungabarn som under 1600- och 1700-talen erhöll efternamnet Gyldenløve (vilket dock också är det namn historiker i senare tid givit åt en under 1500-talet utdöd norsk adelsätt). 
Han var en tid underamiral på örlogsfartyget Norske Løve och skickades 1640 som danskt sändebud till Spanien. 1641 erhöll han  Kronborgs slott i Helsingör som förläning på livstid och var från året därpå även länsherre över Hven.
Gyldenløve gifte sig 1641 med adelsdamen Regitze Grubbe (1618-1689). Äktenskapet varade dock endast till makens tidiga död 1645 till följd av alkoholrelaterade följdsjukdomar.